# Нуктузьке Лісничество
Нукту́зьке Лісни́чество (рос. Нуктужское Лесничество, марій. Нуктыж лесничество) — селище у складі Звениговського району Марій Ел, Росія. Входить до складу Кужмарського сільського поселення.
Стара назва — Лісничество Нуктузьке.

## Населення
Населення — 6 осіб (2010; 18 у 2002).
Національний склад (станом на 2002 рік):
- марі — 72 %